# Tommaso Asen Paleologo
Tommaso Asen Paleologo (in latino Thomas Assanus Paleologus, in greco Θωμάς Ασάνης Παλαιολόγος?; ... – 1523) fu un importante esule bizantino nel Regno di Napoli all'inizio del XVI secolo.

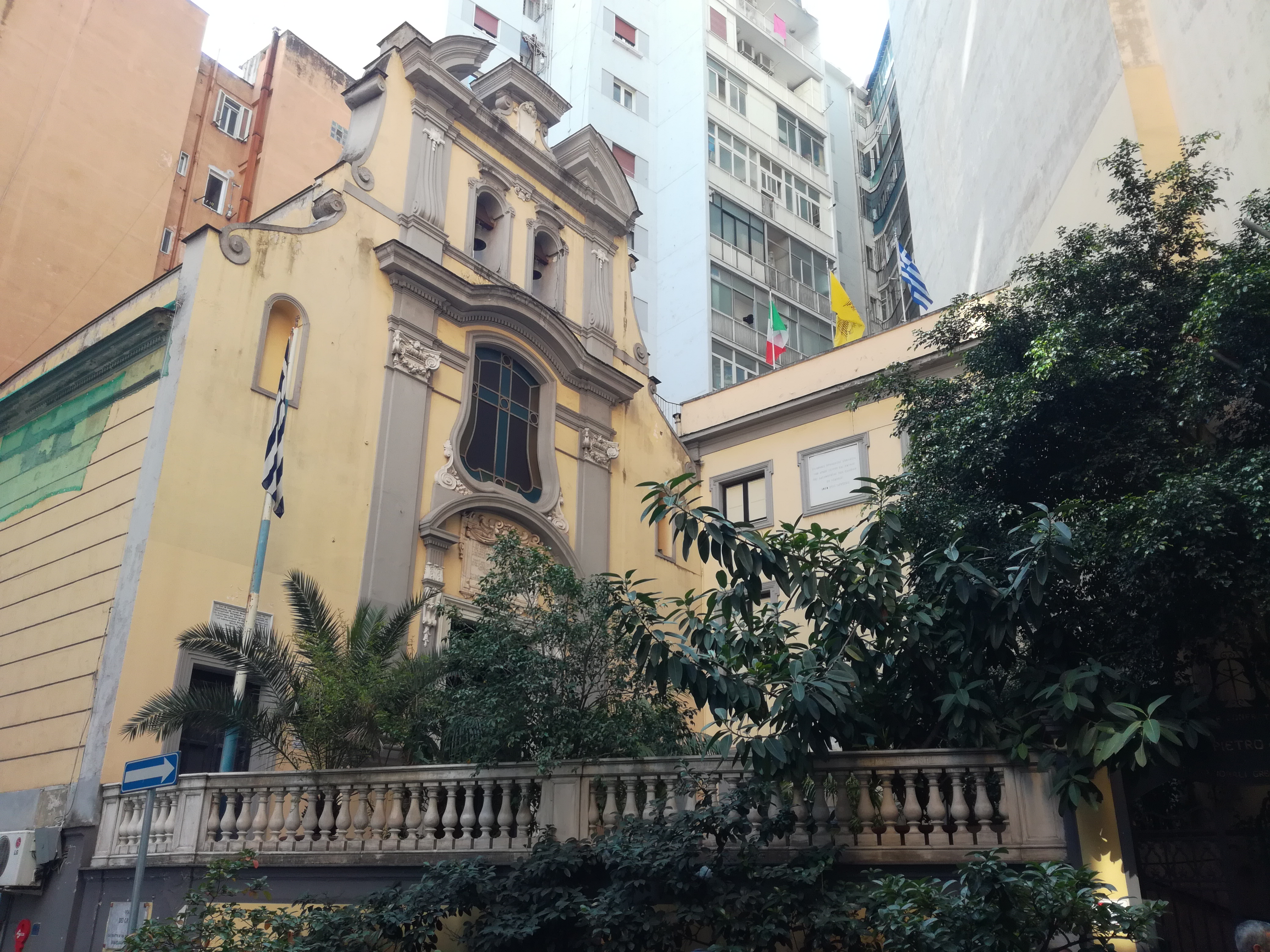
Aspetto attuale della chiesa dei Santi Pietro e Paolo dei Greci a Napoli, la cui costruzione è stata finanziata da Tommaso Asen Paleologo

Discendente di due dinastie imperiali, i Paleologi di Bisanzio e gli Asen di Bulgaria, Tommaso Asen Paleologo fu attivo nelle lotte anti-ottomane della Grecia. Prima del 1506 si stabilì in Italia e fu il donatore per la costruzione di una chiesa ortodossa orientale a Napoli.

## Biografia
Una bolla di Papa Paolo III del 1544 lo definisce "ex re di Corinto in Morea" e "signore di Corinto". Pertanto, lo storico bulgaro Ivan Bozhilov ritiene molto probabile che fosse un nipote di Matteo Paleologo Asen, cognato del despota di Morea Demetrio Paleologo (r. 1436-1460). Matteo Asen fu signore di Corinto e governatore di Acrocorinto dal 1454 al 1458, quando la fortezza fu conquistata dagli Ottomani.

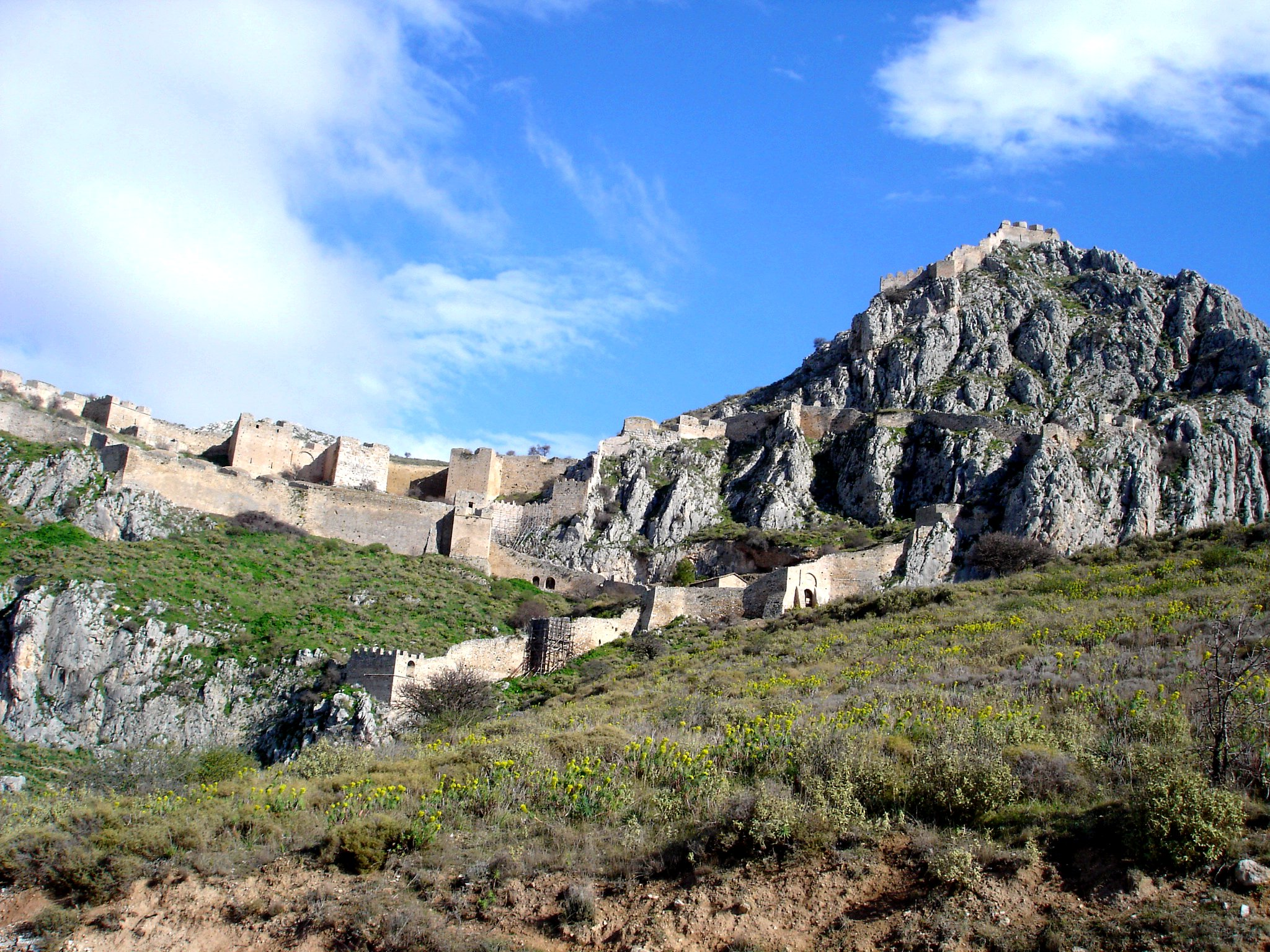
Le mura di Acrocorinto, fortezza natia di Tommaso Asen Paleologo

Tommaso Asen Paleologo organizzò una ribellione anti-ottomana in Grecia in un momento e luogo sconosciuti. Il fallimento della ribellione fu probabilmente il motivo concreto per reinsediarsi in Italia, e nel 1506 risiedeva in Calabria. Lì era economicamente attivo e aveva ricevuto privilegi dal re di Napoli, Ferdinando III.
A Napoli, Tommaso Asen Paleologo fu il principale donatore (ktetor) per la costruzione della prima chiesa ortodossa orientale della città, la Chiesa dei Santi Pietro e Paolo dei Greci. La chiesa, comunemente chiamata "cappella Paleologa", era un importante centro della comunità degli esuli bizantini a Napoli. La chiesa si trova su un'altura del quartiere di San Giuseppe ed è l'unica superstite dell'antico "Vicolo dei Greci" del quartiere. Costruita nel 1518 e più volte ricostruita, è una delle più antiche chiese della diaspora bizantina in Occidente dopo la caduta di Costantinopoli nel 1453.
La data di morte di Tommaso Asen Paleologo non è chiara, anche se una fonte riporta il 1523. Ci sono indicazioni che non ebbe figli, poiché i diritti sulla chiesa furono ereditati dalla nipote Maria Asanina Paleologa (in bulgaro Мария Асенина Палеологина?), figlia del fratello Giorgio Asen (Георги Асен), moglie di Rali (Raul), madre di Pietro Rali (? -1558, Napoli) e nonna della nobildonna napoletana Vittoria Rali Asen (Виктория Ралина Асенина).